# Сур'я Кіран Гурунг
Сур'я Кіран Гурунг (англ. Surya Kiran Gurung) (1953) — непальський політик та дипломат. Надзвичайний і Повноважний Посол Непалу в Україні за сумісництвом (2007—2012).

## Життєпис
Гурунг має ступінь магістра канадського університету Альберти (1989 р.) та Індійського університету Патна (1985 р.). 
Викладав юриспруденцію в Трібхуванском університеті Непалу, потім був секретарем колишньої палати представників і генеральним секретарем парламенту Непалу (2003-2007).
У 2007—2012 рр. — Надзвичайний і Повноважний Посол Непалу в РФ та за сумісництвом в Україні, Азербайджані, Киргизстані.
У 2015 році — очолив комісії з правди і примирення (ТРК) та з розслідування насильницьких зникнень в Непалі.